# Romain Ntamack
Romain Ntamack (* 1. Mai 1999 in Toulouse, Frankreich) ist ein französischer Rugby-Union-Spieler. Er spielt auf den Positionen des Verbinders und Innendreiviertel für den französischen Verein Stade Toulousain und die Französische Rugby-Union-Nationalmannschaft.

## Biografie

### Jugend und Ausbildung
Romain Ntamack wurde am 1. Mai 1999 in Toulouse geboren. Er ist der Sohn des französischen Rugby Spielers Émile Ntamack, der 46-Mal für die Französische Rugby-Union-Nationalmannschaft spielte. Sein jüngere Bruder Théo Ntamack ist ebenfalls professioneller Rugby-Spieler.
Im Alter von 5 Jahren begann er in der Academy von Stade Toulousain mit dem Rugby Spielen und durchlief dort alle Jugendstationen. Am 10. Februar gab er im Alter von nur 17 Jahren und 9 Monaten sein Debüt für die französische U20-Nationalmannschaft bei den U20-Six Nations. Sein Profidebüt in der Top 14 gab er am 30. September 2017 gegen den SU Agen.
Anfang 2018 wurde er erneut in den Kader der U20 Six Nations berufen und führte seine Mannschaft dort zum Turniersieg. Im Juni 2018 wurde er mit Frankreich U20-Weltmeister, spielte die meiste Zeit allerdings auf der Position des Innendreiviertels.

### Nationalmannschaft
Aufgrund seiner guten Leistungen für seinen Club zu Beginn der Saison 2018/19 wurde Ntamack in den Kader für das Six Nations Turnier 2019 berufen. Sein Debüt für die Französische Nationalmannschaft gab er am 1. Februar 2019 im Stade de France gegen Wales. Während er die ersten beiden Spiele auf der Position des Innendreiviertels gespielt hatte, wurde er am dritten Spieltag gegen Schottland das erste Mal neben seinem Teamkollegen aus Toulouse Antoine Dupont als Verbinder eingesetzt. Er beendete das Turnier auf dieser Position.
Im Sommer 2019 wurde er in den Kader der Französischen Nationalmannschaft berufen, um sich auf die Rugby-Union-Weltmeisterschaft 2019 in Japan vorzubereiten. Sein erstes Spiel bei einer Weltmeisterschaft bestritt er gegen Argentinien. Er war damit mit 20 Jahren und 5 Monaten der jüngste französische Spieler, der an einer Weltmeisterschaft teilnahm.
Ende 2019 wurde er von World Rugby zum „Breakthrough Player of the Year“ gewählt.
Seitdem etablierte Ntamack sich als Stammspieler seiner Nationalmannschaft. Er startete alle Spiele der Six Nations 2020 und erzielte insgesamt 57 Punkte.
Während er aufgrund einer Verletzung große Teile der Six Nations 2021 verpasst hatte, stand er 2022 wieder von Beginn an im französischen Kader. Er startete alle der fünf Spiele und war maßgeblich am Grand-Slam-Turniersieg seiner Mannschaft beteiligt.
Am 12. August 2023 zog Ntamack sich bei einem Vorbereitungsspiel gegen Schottland einen Kreuzbandriss im linken Knie zu. Er verpasste aufgrund der Verletzung die Rugby-Union-Weltmeisterschaft 2023 in Frankreich und auch die Six Nations 2024.
Bei den Six Nations 2025 stand er erstmals nach 538 Tagen wieder für die Französische Nationalmannschaft auf dem Platz. Sein Team besiegte Wales souverän mit 43:0.

## Erfolge

### Mit Stade Toulousain
- Meistertitel Top 14: 2019, 2021, 2023, 2024
- Sieger European Rugby Champions Cup: 2021, 2024

### Mit der Nationalmannschaft
- Sieger Six Nations: 2022 (mit Grand Slam), 2025

### Persönlich
- World Rugby: „Breakthrough Player of the Year“ 2019